# Чемеркин, Андрей Иванович
Андрей Иванович Чемеркин (род. 17 февраля 1972, Солнечнодольск, Ставропольский край) — российский тяжелоатлет. Заслуженный мастер спорта России (1996). Олимпийский чемпион (1996) и бронзовый призёр (2000). Многократный чемпион и призёр мировых и европейских первенств по тяжёлой атлетике, внутрироссийских соревнований. Восьмикратный мировой рекордсмен. Лучший спортсмен 1997 года в России. В 1997 году указом Б. Н. Ельцина награждён орденом Мужества. Имеет высшее юридическое образование (Ставропольский филиал Краснодарского университета МВД России). В настоящее время — заместитель председателя Ставропольской региональной организации ОГО ВФСО «Динамо», полковник полиции. Женат, имеет троих детей. Проживает в Солнечнодольске.

## Биография
Штангой начал заниматься в 14 лет, до этого занимался лёгкой атлетикой. Позже увлёкся футболом и, чтобы приобрести силовую подготовку, стал посещать спортзал с тяжелоатлетическими снарядами. Личный тренер — Владимир Никитич Книга.
На Олимпийских играх 1996 года в Атланте Андрей Чемеркин, действующий чемпион Европы и мира, значился главным претендентом на золотую медаль в супертяжёлом весе. После того как немецкий тяжелоатлет Ронни Веллер в своей третьей попытке в толчке взял вес 255 кг, что на 1,5 кг превышало мировой рекорд Андрея Чемеркина, тому в своей заключительной попытке требовалось поднимать штангу весом 260 кг. Взяв этот вес, Чемеркин стал обладателем золотой медали, обновил мировой рекорд в толчке и в сумме — 457,5 кг (197,5 + 260). После Олимпиады Андрей Чемеркин получил от администрации Ставропольского края коттедж и две машины, а также был награждён Орденом Мужества. Установил 8 рекордов Мира и его 3 рекорда России превышали рекорды Мира.
В 1997 году Чемеркин баллотировался в депутаты Государственной Думы Ставропольского края от Петровского округа и занял второе место с результатом 25,1 %.
На Олимпиаде 2000 года в Сиднее Чемеркин занял четвёртое место с результатом 462,5 кг (202,5 + 260), но уже после завершения Олимпийских игр занявший третье место спортсмен из Армении Ашот Даниэлян был уличён в применении допинга и бронзовая медаль перешла к Чемеркину.
Перед Олимпиадой 2004 года в Афинах Чемеркин безуспешно пытался отобраться в состав сборной России, после чего принял решение завершить карьеру спортсмена. После ухода из спорта Чемеркин занимался общественной деятельностью, ведя пропаганду спортивного образа жизни среди молодёжи. Был депутатом Солнечнодольского поселкового Совета депутатов.
У него есть дочь Ксения и сыновья Иван и Игнат, которые тоже занимаются тяжёлой атлетикой.